# Paweł Sękowski
Paweł Sękowski, né le 2 octobre 1985 à Lublin, est un historien polonais spécialisé dans l'histoire moderne et contemporaine, docteur en sciences humaines, enseignant-chercheur à l'université Jagellonne. Il est depuis 2018 président de l'Association Kuźnica, qui regroupe des intellectuels de gauche de toutes générations.

## Biographie
En 2009, il achève des études des études d'histoire à l'université Jagellonne. En 2007-2008, il est boursier du programme Socrates-Erasmus à l'université Jean-Moulin-Lyon-III. Au cours des années 2010-2012, il est doctorant boursier du gouvernement de la République française. 
En 2015, il obtient un doctorat en sciences humaines basé sur le travail des Polonais en France dans les premières années après la Seconde Guerre mondiale (1944-1949) rédigé en cotutelle sous la direction des professeurs Wojciech Rojek (pl) (UJ) et Olivier Forcade (Paris-Sorbonne). Il a également soutenu cette thèse en français à la Sorbonne, en obtenant le titre de docteur en histoire moderne et contemporaine (mention très honorable avec félicitations du jury). 
Ses recherches portent sur l'histoire sociale et politique de la Pologne et de la France au XXe siècle, l'histoire et la sociologie de l'immigration et l'histoire des réfugiés. 
Il est membre de la Société historique polonaise, du Groupe interdisciplinaire de recherche Allemagne-France et du Global Studies Research Network. 
En 2018, il est élu président de l'association Kuźnica (pl), remplaçant Andrzej Kurz (pl) à ce poste,,. Depuis 2018, il occupe également les fonctions de vice-président du syndicat des enseignants polonais (pl) de l'Université Jagellonne. 

## Publications
- Polskie Stronnictwo Ludowe w Krakowie i powiecie krakowskim w latach 1945–1949 (Le Parti paysan polonais à Cracovie et dans l'arrondissement de Cracovie de 1945 à 1949), Institut de la mémoire nationale, 2011.
- Les Polonais en France au lendemain de la Seconde Guerre mondiale (1944-1949). Histoire d'une intégration, Presses de Sorbonne-Université, 2019.
- Imigranci polscy we Francji, 1939–1949: Historia integracji społeczności osiadłej przed drugą wojną światową we Francji (Immigrants polonais en France, 1939-1949 : L'histoire de l'intégration d'une communauté installée en France avant la Seconde Guerre mondiale), publiée par l'Institut de la mémoire nationale, 2019.

## Distinctions
- Premier prix au concours Władysław Pobóg-Malinowski du meilleur début historique de 2009 dans la catégorie des mémoires de maîtrise, organisée par l'Institut d'histoire de l'Académie polonaise des sciences et l'Institut de la mémoire nationale (2010).
- Distinction au concours Władysław Pobóg-Malinowski du meilleur début historique de 2015 dans la catégorie des thèses de doctorat, organisé par l'Institut d'histoire de l'Académie polonaise des sciences et l'Institut de la mémoire nationale (2016).